# ليونس بيريه
كان ليونس جوزيف بيريه (14 مارس 1880 – 12 أغسطس 1935) ممثلًا ومخرجًا ومنتجًا فرنسيًا عرف بغزارة إنتاجاته وابتكاراته، كما عمل في مجالي التمثيل والإخراج المسرحيين. غالبًا ما يوصف بيريه بأنه رائد في مجال الإخراج لاستخدامه أساليب إخراجية غير تقليدية، إذ قدم تقنيات مبتكرة للتصوير والإضاءة وتسجيل الأفلام للسينما الفرنسية.
بدأ بيريه حياته المهنية كممثل مسرحي عادي نسبيًا. عمل في مجال صناعة السينما في شركة غاومونت فيلم. حازت أفلام بيريه القصيرة على تقدير كبير وشهرة واسعة بين الأفلام الفرنسية. حتى عام 1917، حين هاجر إلى الولايات المتحدة الأمريكية، كان بيريه أحد أعمدة شركة غاومونت فيلم، وأنتج في الولايات المتحدة العديد من الأفلام التي حاظت بشعبية كبيرة، كان أبرزها فيلم ليست وي فورغيت (كي لا ننسى)، وبالفرنسية (N'oublions jamais) الذي عُرض في عام 1918.
بعد عودته إلى فرنسا، أخرج بيريه فيلم كوينغسمارك الناجح في عام 1923. كان فيلمه مدام سان جين لعام 1925، من بطولة غلوريا سوانسون، أول فيلم من إنتاج فرنسي أمريكي مشترك. بالإضافة إلى ذلك، تعاون بيريه مع العديد من الشخصيات الأمريكية والفرنسية المعاصرة له والمحبوبة، من أمثال آبل غاس، وغلوريا سوانسون، وجابي مورالاي، ورينيه كريستي، وأرليتي، وسوزان جرانديز، وماي موراي، وهوجيت دوفلوس، وغيرهم.

## سيرة حياته

### أولى سنوات حياته
وُلد ليونس بيريه عام 1880 لالياس فرديناند بيريه وماري كولينيه. كان والداه يمتلكان متجرًا لأعمال النجارة في شارع إيفر في بلدية نيور بفرنسا. أظهر ليونس ذائقة فنية عالية في سن مبكرة، لاسيما في مجالي التمثيل والشعر. خلال فترة مراهقته، أُصيب ليونس بمرض خطير، واضطر إلى السفر إلى باريس لمقابلة أطباء أخصائيين. مكث في العاصمة الفرنسية لعدة أشهر لتلقي العلاج، وبدأ خلال إقامته هناك يحلم بعيش حياة الفنانين.
بعد العديد من الجدالات مع والديه في نيور، تمكن أخيرًا من الحصول على موافقتهما لتحقيق هذا الحلم. عاد إلى باريس، واستأجر غرفة صغيرة في شارع سانت ميشيل بالقرب من حديقة لوكسمبورغ. أصبح بيريه في هذه الفترة من حياته قادرًا على الانغماس في كتبه المفضلة. عادت المضاعفات الصحية لمرضه للظهور مرة أخرى، لكنه تمكن من التعافي منها ببطء شديد. في وقت لاحق من حياته، حصل بيريه على إعفاء صحي من الخدمة العسكرية في 21 مارس 1901.

### دخوله إلى عالم المسرح
التحق ليونس بيريه بمعهد الموسيقى الجديدة، شولا كانتوروم، الواقع في حي مونبارناس في باريس. سرعان ما ظهرت موهبته الفذة في الغناء والعزف الموسيقي، وهكذا بدأ مسيرته الفنية المثمرة. خلال هذه الفترة، أحب بيريه مشاهدة المسرحيات في أوقات فراغه، وشعر أكثر فأكثر بالانجذاب إلى المسرح. شارك في الإنتاجات المسرحية الصغيرة بغية تعلم المهنة. توجب عليه القبول بأي عرض يقدم له بغية الحصول على المال، الذي كان غالبًا قليلًا للغاية. في الوقت نفسه، استمر ليونس بيريه بتلقي دروس الموسيقى والمسرح.
في عام 1899، تلقى ليونس بيريه دعوة للقيام بجولة مدتها ستة أشهر في جميع أنحاء أوروبا وروسيا. لاحظ موهبته أخيرًا الكاتب المسرحي الفرنسي يوجين بريو، الذي اختاره في ربيع عام 1900 لأدار دور مهم في مسرحية لا روب روج (الفتسان الأحمر). بعدها، ابتسم القدر لبيريه في شهر يونيو منم عام 1900، عندما حصل على أول عقد له كبطل مسرحية شاب في مسرح أثينييه، الأمر الذي لطالما كان يحلم به. في عام 1902، قام بيريه بجولة أخرى في أوروبا وزار إيطاليا وسويسرا وألمانيا وروسيا وغيرها من البلدان، ومثل في مسرحيات ألكسندر دوماس وفيليس وألفريد كابوس ومارسيل بريفوست وإميل أوجييه. اكتسب بيريه خبرة كبيرة في العمل المسرحي خلال تلك السنوات. بدأت الأنظار تتوجه إلى الممثل الشاب ليونس بيريه لأداءاته التمثيلية الاستثنائية، وخاصة بعدما بدأ التمثيل في مسرح فودفيل في بداية عام 1903 وأخذ دور البطولة في مسرحية روي بلاس.